# Corlățel
Corlățel est une commune roumaine du județ de Mehedinți, dans la région historique de l'Olténie et dans la région de développement du Sud-Ouest.

## Géographie
La commune de Corlățel est située au sud du județ, sur le plateau de Bălăcița (Podișul Bălăciței), à 4 km au sud-est de Vânju Mare et à 31 km au sud-est de Drobeta Turnu-Severin, la préfecture du județ.
Elle est composée des deux villages suivants (population en 2002) :
- Corlățel (866), siège de la municipalité ;
- Valea Anilor (718).

## Religions
En 2002, 99,17 % de la population était de religion orthodoxe.

## Démographie
En 2002, les Roumains représentaient 99,24 % de la population totale. La commune comptait 679 ménages.
| 1992  | 2002  | 2007  |
| ----- | ----- | ----- |
| 1 509 | 1 584 | 1 499 |

## Économie
L'économie de la commune est basée sur l'agriculture (céréales, vergers et légumes) et l'élevage.

## Lieux et monuments
- Corlățel, église à la double dédicace à St Nicolas et à l'Esprit Saint (Sf Nicolae și Pogorârea Duhului Sfant) de 1837 avec fresques originales.